# Panjshir
Panjshir of Panjshayr (Perzisch: پنج شیر) is een van de 34 provincies van Afghanistan. Binnen de provincie ligt de Panjshirvallei.

## Bestuurlijke indeling
De provincie Panjshayr is onderverdeeld in zeven districten:
- Dara
- Hisa-I-Awali Panjsher
- Paryan
- Rukha
- Shutul
- Unaba
- Bazarak

Badakhshān · Bādghīs · Baghlān · Balkh · Bāmyān · Dāykundī · Farāh · Fāryāb · Ghaznī · Ghōr · Helmand · Herāt · Jowzjān · Kābul · Kandahār · Kāpīsā · Khōst · Kunar · Kunduz · Laghmān · Lōgar · Nangarhār · Nīmrōz · Nūristān · Paktiyā · Paktīkā · Panjshayr · Parwān · Samangān · Sar-e Pul · Takhār · Uruzgān · Wardak · Zābul